# Simon Ier de Montfort
Pour les articles homonymes, voir Simon de Montfort et Simon Ier.
Simon Ier, mort en 1087, fut le troisième seigneur de Montfort l'Amaury.
Il était fils d'Amaury Ier, seigneur de Montfort, et de Bertrade de Gometz[source insuffisante].
Il continue les travaux commencés par son père et son grand-père et fait édifier dans le village l'église Saint-Pierre et la chapelle Saint-Laurent.
Il épouse en premières noces Isabelle, dame de Nogent, fille d'Hugues Ier de Broyes dit "Bardoul", seigneur de Broyes, Nogent et Pithiviers, qui met au monde : 
- Amaury II (1056 † 1089), seigneur de Montfort ;
- Isabelle, dame de Nogent-le-Roi, mariée à Raoul II de Tosny († 1112), seigneur de Conches, d'où postérité ;
- Guillaume de Montfort († 1101), évêque de Paris de 1095 à 1101.

Veuf, il demanda à Richard d'Évreux, comte d'Évreux, la main de sa fille Agnès, mais ce dernier l'éconduit. C'est alors que le demi-frère d'Agnès, Raoul de Tosny, enleva nuitamment sa sœur et l'emmena à Montfort. Simon et Agnès purent alors convoler en justes noces et Raoul reçut en remerciement la main d'Isabelle, fille du premier mariage de Simon.
Agnès d'Évreux donna naissance à quatre enfants :
- Richard († 1092), seigneur de Montfort ;
- Simon II († 1101), seigneur de Montfort ;
- Bertrade de Montfort († 1117), mariée en 1089 à Foulques IV (1043 † 1109), comte d'Anjou, puis en 1092 à Philippe Ier († 1108), roi de France ;
- Amaury III († 1137), seigneur de Montfort et comte d'Évreux.